# Franqueville, Somme
Franqueville là một xã ở tỉnh Somme, vùng Hauts-de-France, Pháp.

## Địa lý
Thị trấn này tọa lạc trên đường D130, khoảng 16 dặm Anh về phía đông của Abbeville.

## Địa điểm nổi bật

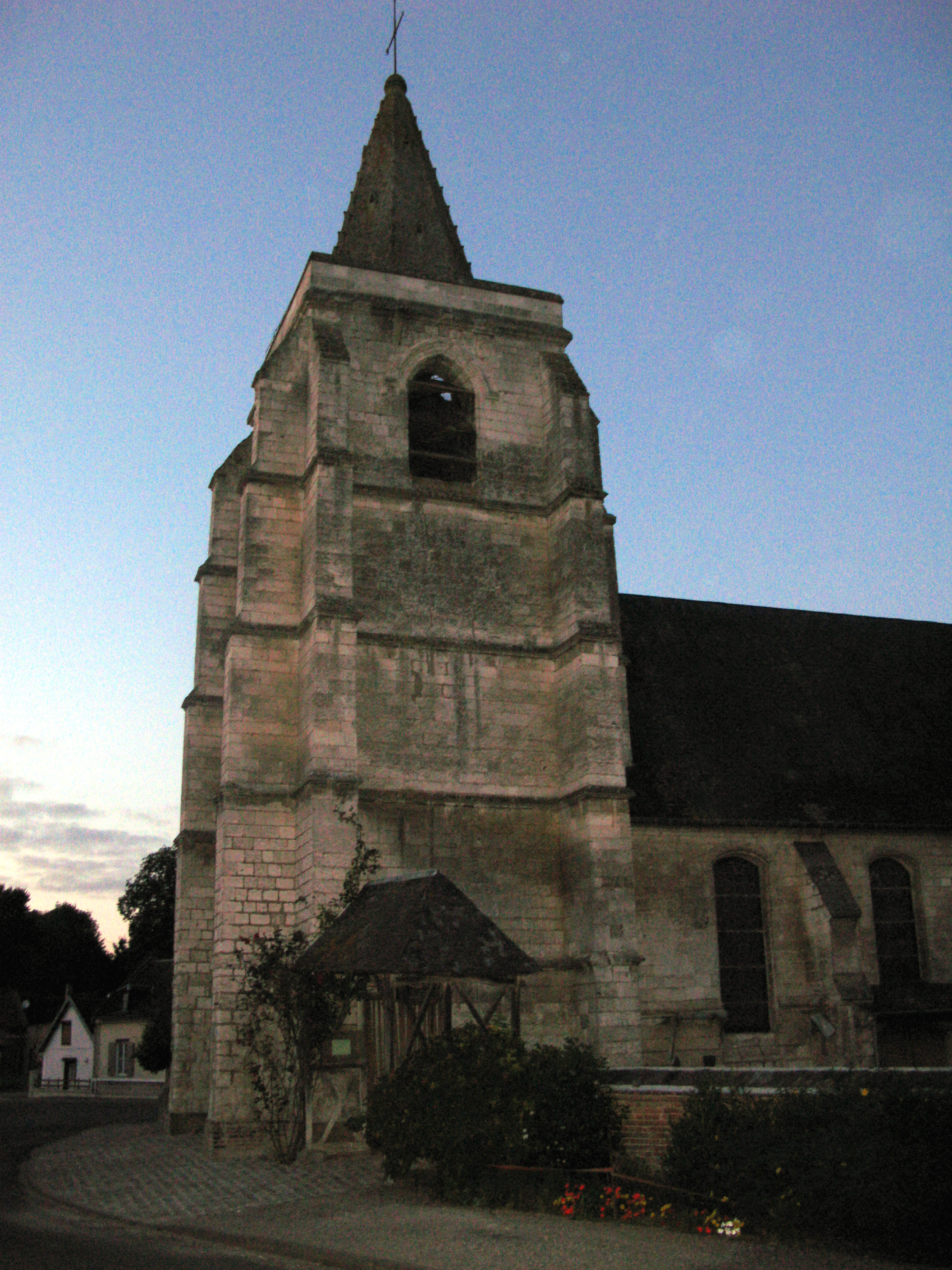
Nhà thờ

## Dân số
| 1962                                                           | 1968 | 1975 | 1982 | 1990 | 1999 |
| -------------------------------------------------------------- | ---- | ---- | ---- | ---- | ---- |
| 105                                                            | 120  | 98   | 87   | 97   | 108  |
| Số liệu điều tra dân số từ năm 1962, dân số không tính hai lần |      |      |      |      |      |